# Jason Gleasman

Zawodnik Syracuse Orange

Jason H. Gleasman (ur. 27 marca 1975 roku) – amerykański zapaśnik w stylu klasycznym. Olimpijczyk z Atlanty 1996, gdzie zajął 12 miejsce w kategorii do 100 kg. Złoty medal na Igrzyskach Oceanu Spokojnego w 1995 roku. 
Zawodnik Adirondack Central High School z Boonville i Syracuse University. Dwa razy All-American (1997, 1998) w NCAA Division I, szósty w 1998; siódmy w 1997 roku.